# Zoltán Brüll

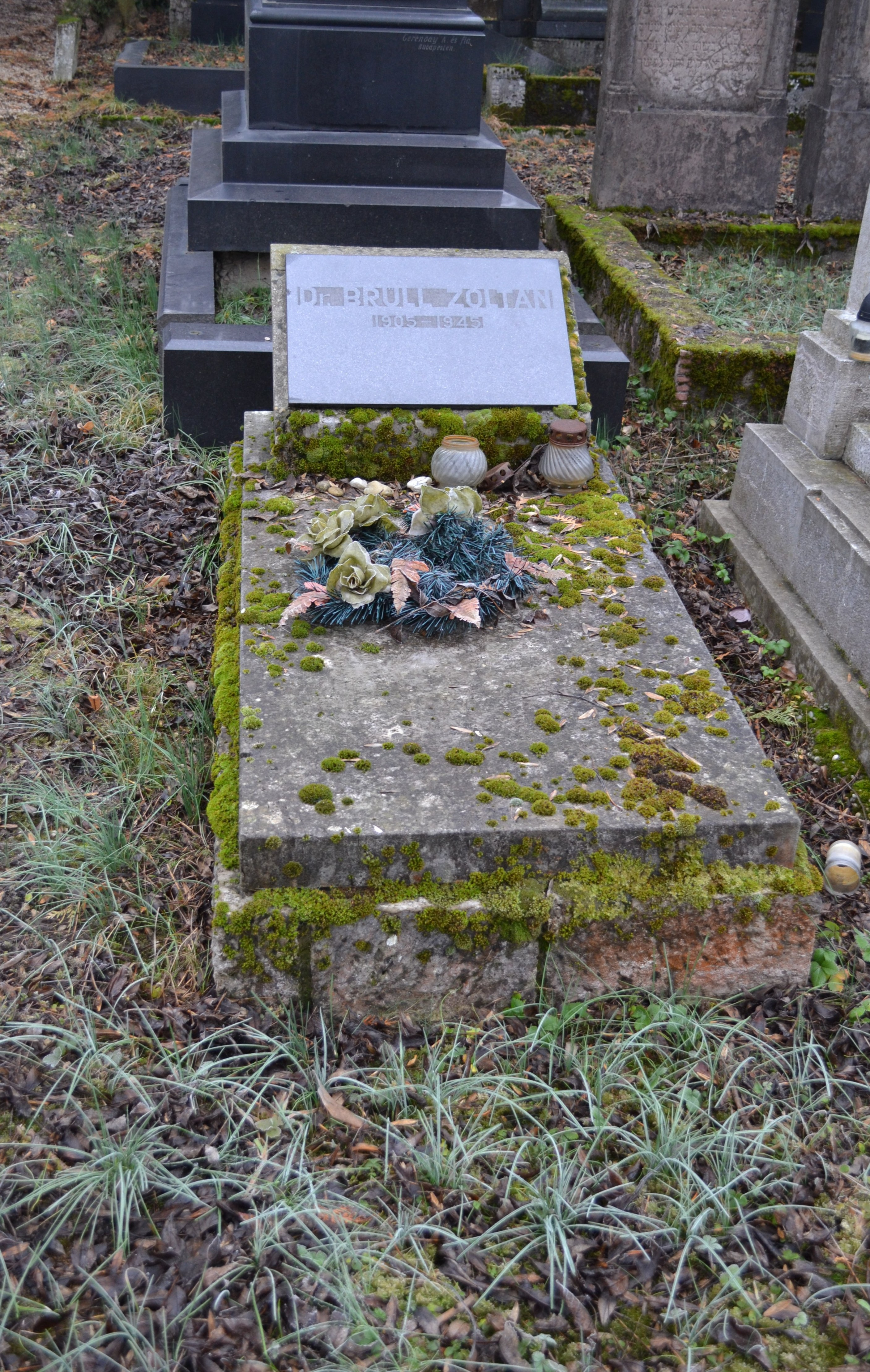
Hrob Zoltána Brülla na lučeneckém židovském hřbitově

Zoltán Brüll (22. června 1905 Lučenec – 14. ledna 1945 Grúnik) byl slovenský horolezec, horský vůdce a lékař, člen STH IAMES.

## Životopis
Za první republiky byl soukromým lékařem v Spišské Nové Vsi. Kvůli židovskému původu musel po vzniku Slovenského státu tohoto povolání roku 1939 zanechat. Krátce dělal pod Tatrami lázeňského lékaře, ale i to mu bylo znemožněno. Začal tedy pracovat jako nosič na chatě svého přítele a častého spolulezce Štefana Zamkovského. Později pracoval jako železniční údržbář. Posléze byl internován v táboře nucených prací, odkud utekl k partyzánům, kteří se pohybovali v oblasti Koprové doliny a utvořili oddíl "Vysoké Tatry". Svůj poslední tatranský výstup uskutečnil 7. listopadu 1944, tedy na výročí VŘSR, když na Kriváni vztyčil navzdory německé okupaci země rudou vlajku. Jako lékař – humanista ošetřil i zajatého zraněného německého vojáka jménem Gerald Schacht. Ten utekl a přivedl německou jednotku. V bunkru pod Kriváněm (Grúnik, pamětní tabule) Zoltán Brüll zahynul spolu se zraněnými, které ošetřoval. Před smrtí ještě si údajně sám obvázal střelnou ránu.

## Lezecké výkony
Vedle Štefana Zamkovského byl jedním z mála slovenských horolezců, kteří se v meziválečných Tatrách mohli výkonnostně srovnávat s plejádou polských horolezců. V kombinaci se svým povoláním byl výborný horský zachránce. Kromě stovek opakovaných výstupů uskutečnil asi 20 prvovýstupů, např. jižní stěnou Ostrého štítu, jihovýchodní stěnou Ostré, jihovýchodním pilířem Pyšného štítu, jihozápadním pilířem Malého Pyšného štítu, a spolu se S. Motykou, J. Sawickim a Š. Zamkovským západní stěnou Lomnického štítu (hodnotná varianta Birkenmajerovy cesty).